# Her Crowning Glory (film 1913 Buckland)
Her Crowning Glory è un cortometraggio muto del 1913 diretto da Warwick Buckland.

## Trama
Un uomo picchia il barbiere che ha truffato una ragazza dalla lunga e fluente capigliatura.

## Produzione
Il film fu prodotto dalla Hepworth.

## Distribuzione
Distribuito dalla Hepworth, il film - un cortometraggio in una bobina - uscì nelle sale cinematografiche britanniche nel maggio 1913.
Si conoscono pochi dati del film che, prodotto dalla Hepworth, fu distrutto nel 1924 dallo stesso produttore, Cecil M. Hepworth. Fallito, in gravissime difficoltà finanziarie, il produttore pensò in questo modo di poter almeno recuperare il nitrato d'argento della pellicola.